# Михиро Танигути
Михиро Танигути (яп. 谷口 みひろ Танигути Михиро), (псевдоним, настоящее имя Хироми Ямасэ (яп. 山瀬 ひろみ Ямасэ Хироми, род. 19 мая 1982)) — японская актриса
, певица, писательница, телеведущая и бывшая порноактриса
.

## Биография
Родилась 19 мая 1982 года в префектуре Ниигата. В мае 2001 года дебютировала в качестве эротической модели.
В январе 2005 года компанией «Alice Japan» был выпущен первый порнофильм с участием Михиро Танигути, который получил название «Little Angel». Через месяц вышел порнофильм
Также в 2009 Михиро совершила тур по Корее в рамках рекламной кампании по продвижению четырёхсерийного сериала «Korean Classroom» совместного японо-корейского производства. В главных ролях, помимо, Михиро Танигути, снялись также Сора Аой и Тина Юдзуки, они исполняют роли японских девушек, которые приехали в Корею и влюбились в местных парней.